# Végétation du Maroc
 (janvier 2015).

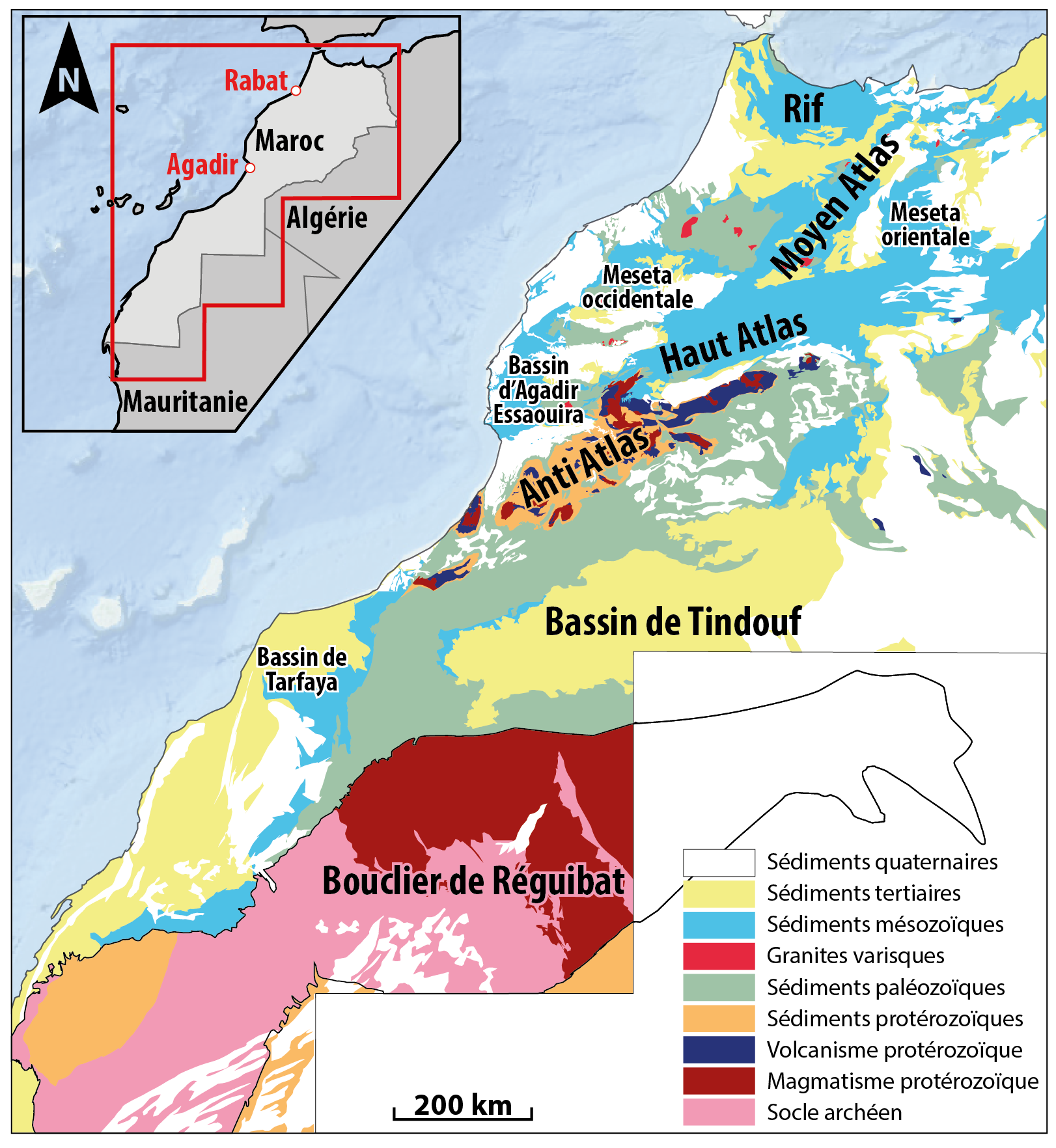
Carté géologique générale du Maroc

La végétation au Maroc, dépend beaucoup des sols, des climats, des animaux et des humains. Les arbres épineux, par exemple, se retrouvent surtout en situation géographique plus froide. Le Maroc bénéficie de forêts abondantes et diversifiées, majoritairement dans les montagnes, surtout composées de cèdres et d'arbres épineux.
Les endroits plus chauds développent palmiers, même en zones arides.
La flore marocaine, d’une extrême diversité, car elle dépend de la nature géologique du sol et du climat qui influence son développement.

## Galerie

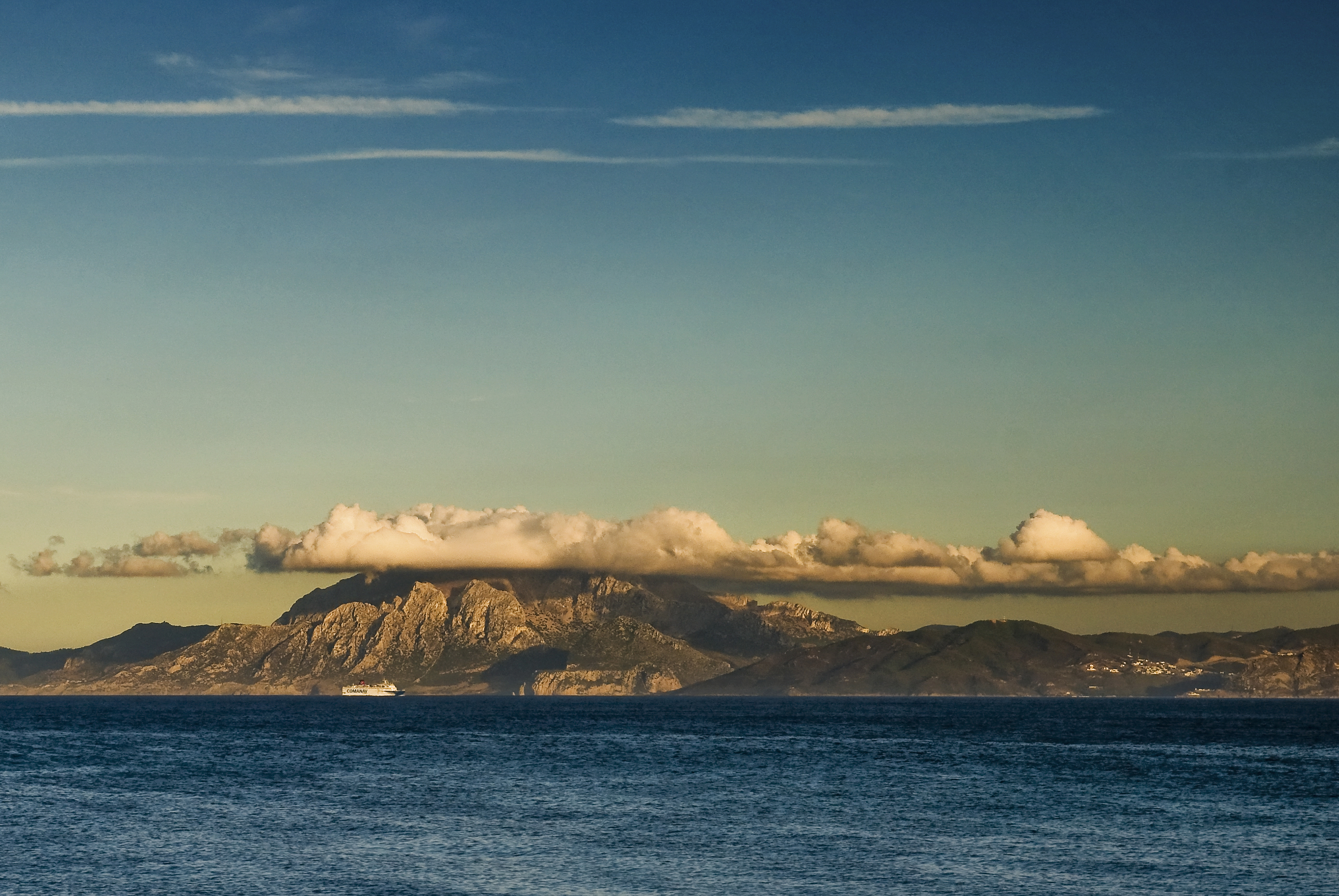
Montagnes du Rif (depuis Tarifa)
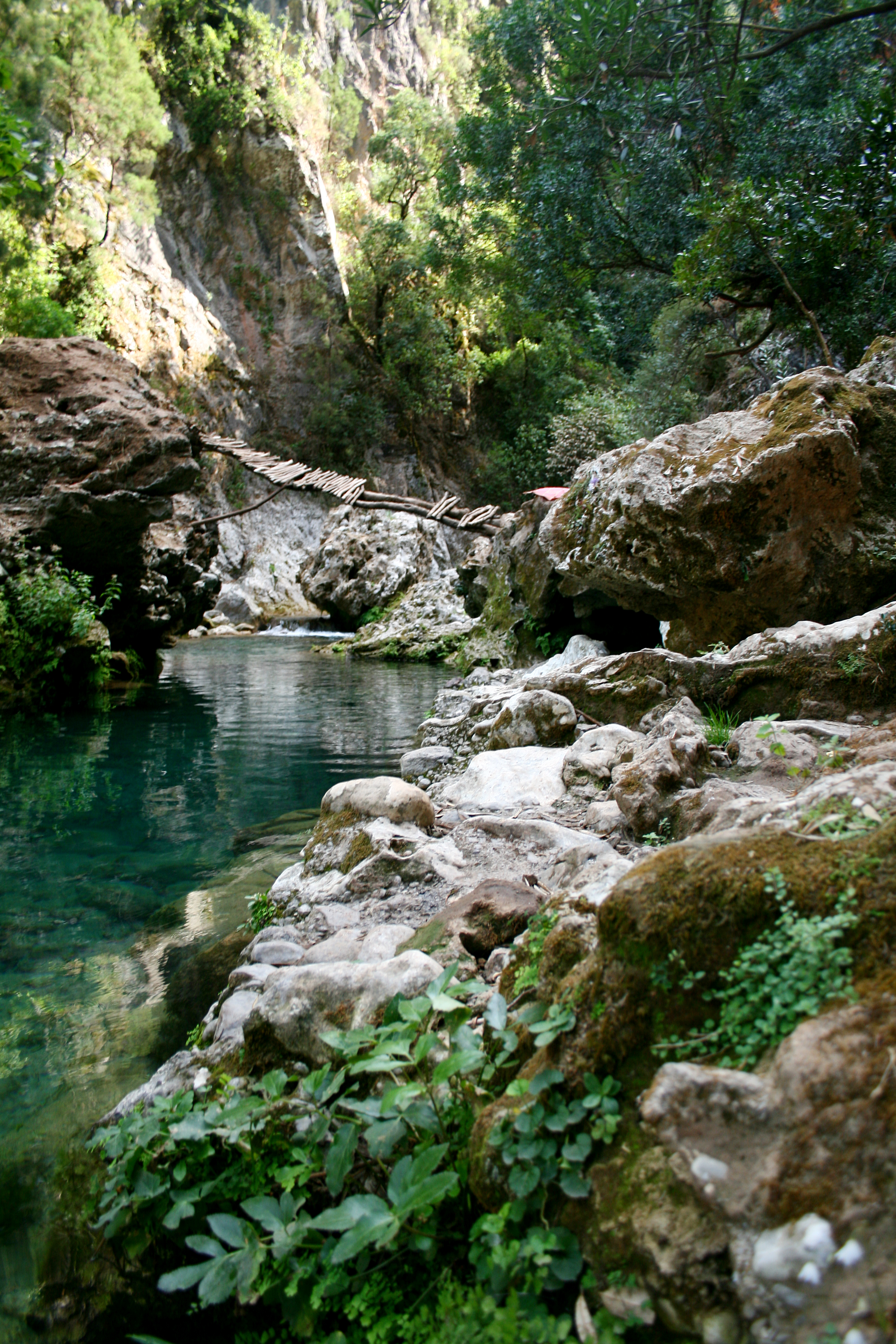
Parc national de Tazekka
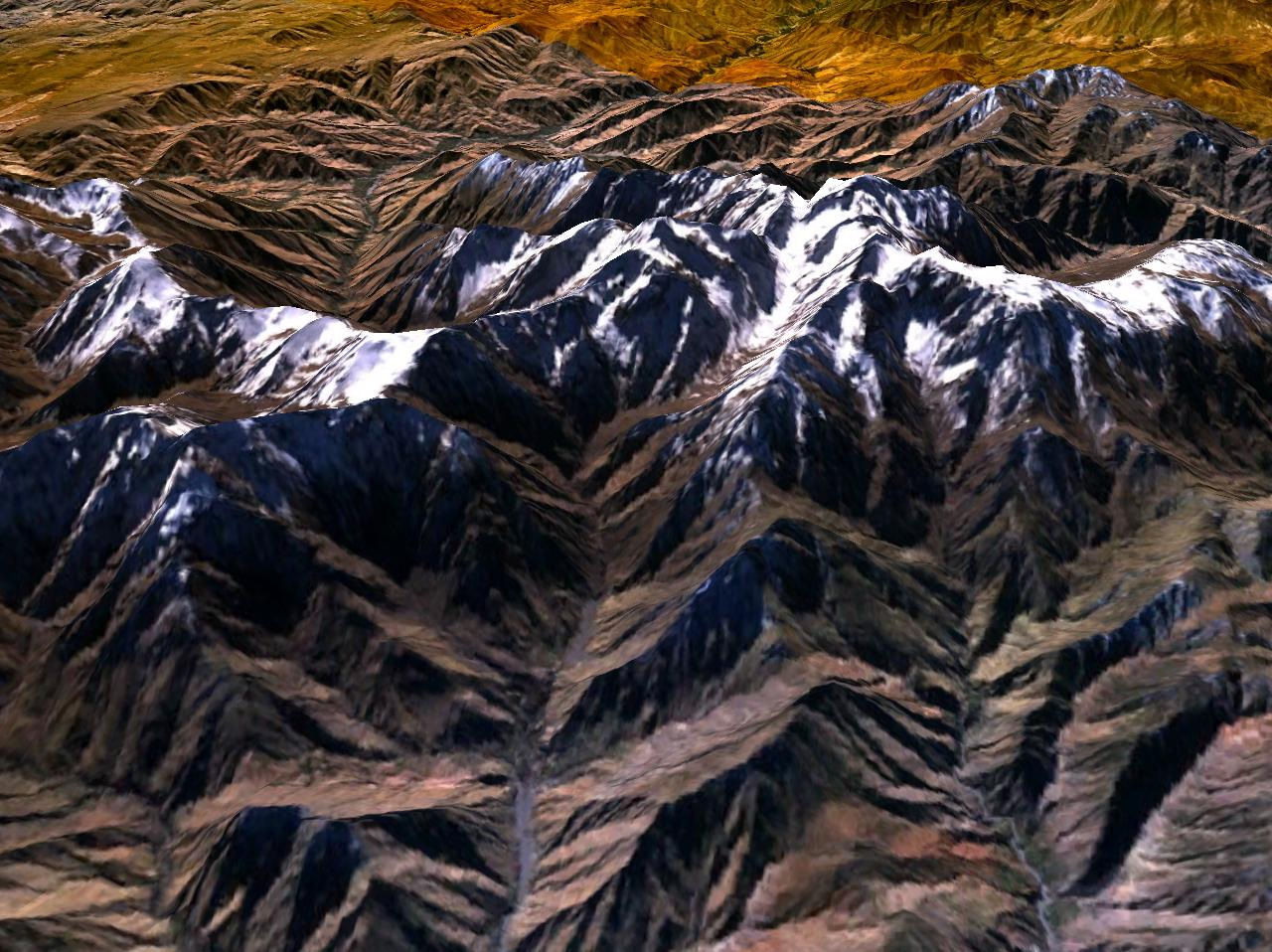
Haut Atlas, Djebel Toubkal
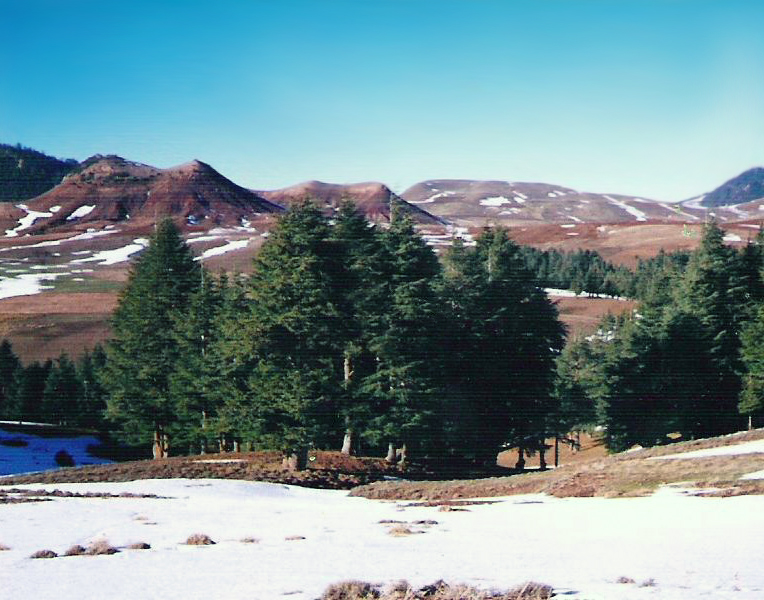
Cédraie de Khénitra
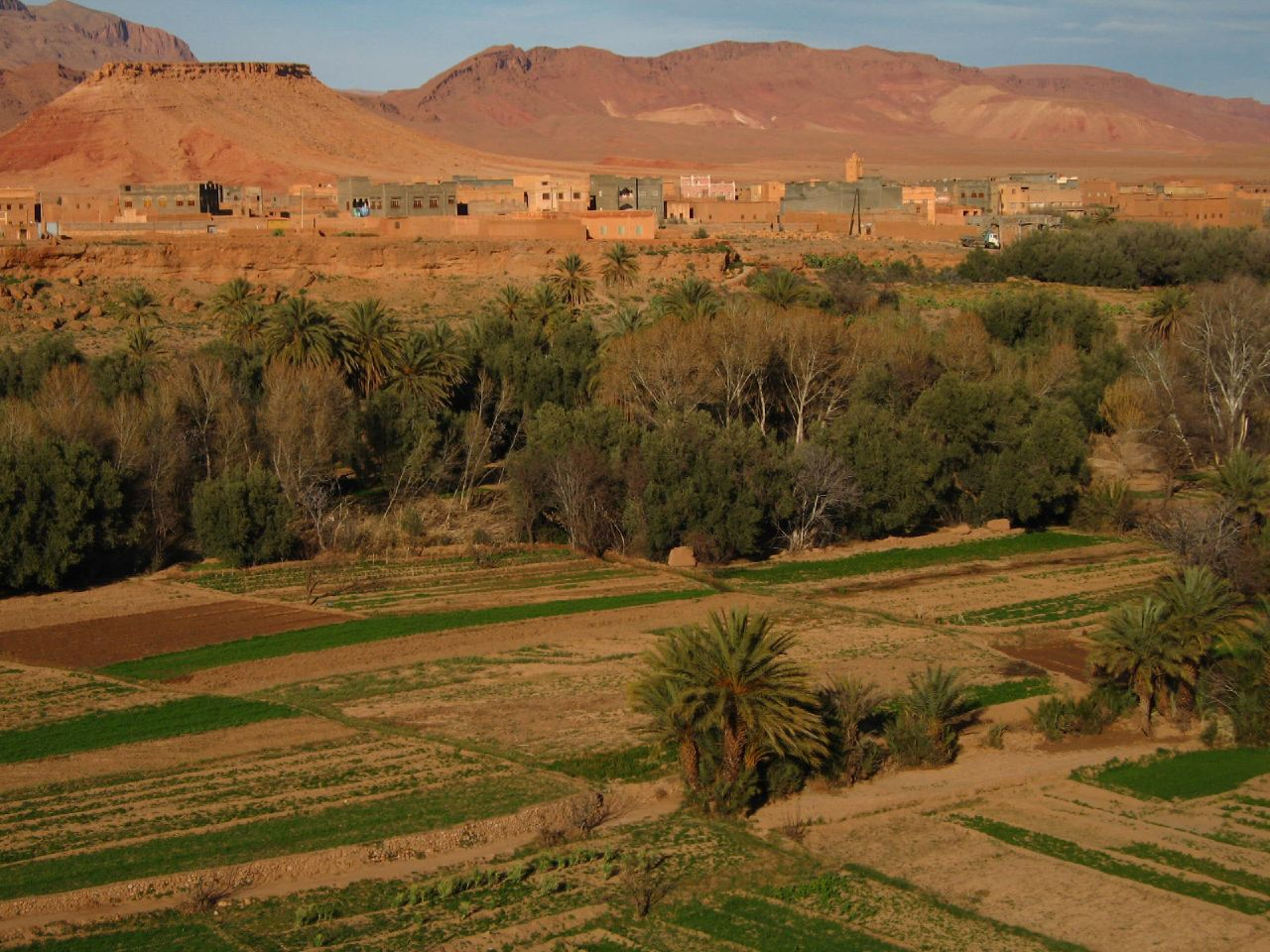
Village de la région d'Erfoud, Drâa-Tafilalet
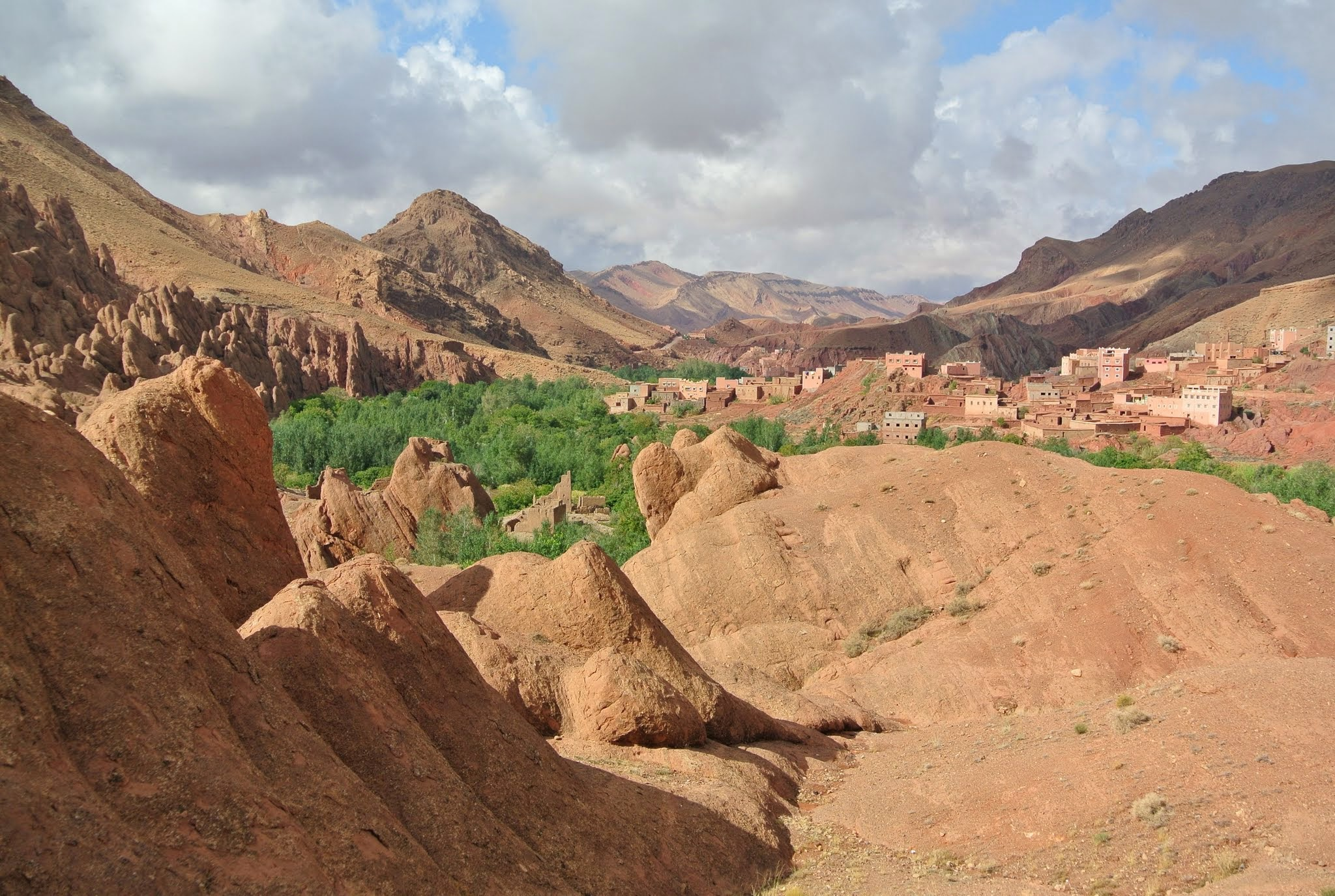
Province de Tinghir
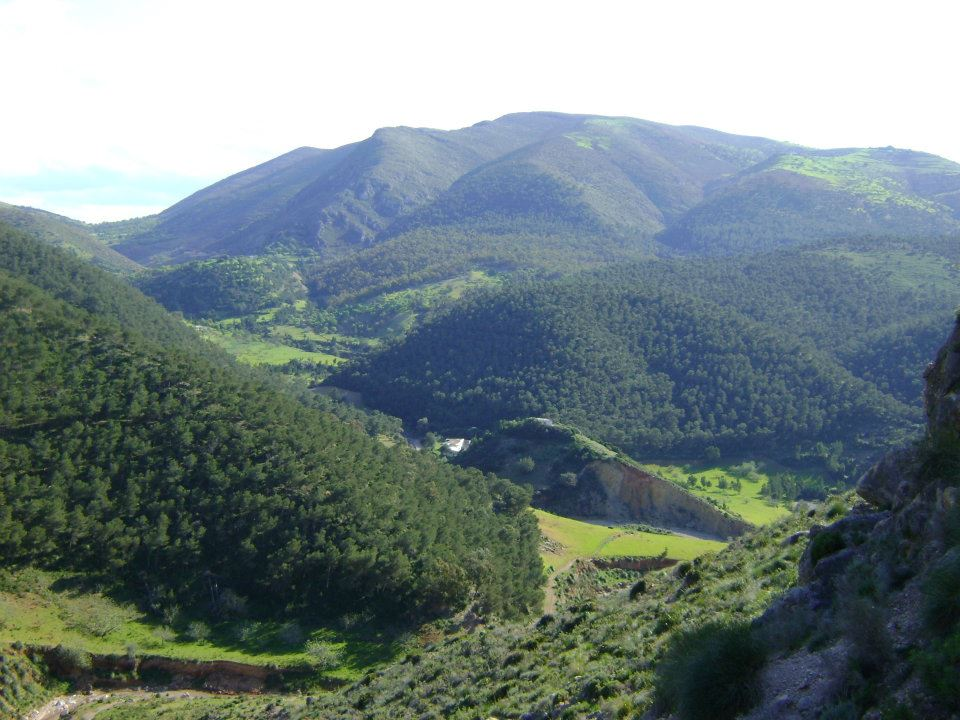
Parc national d'Al Hoceïma
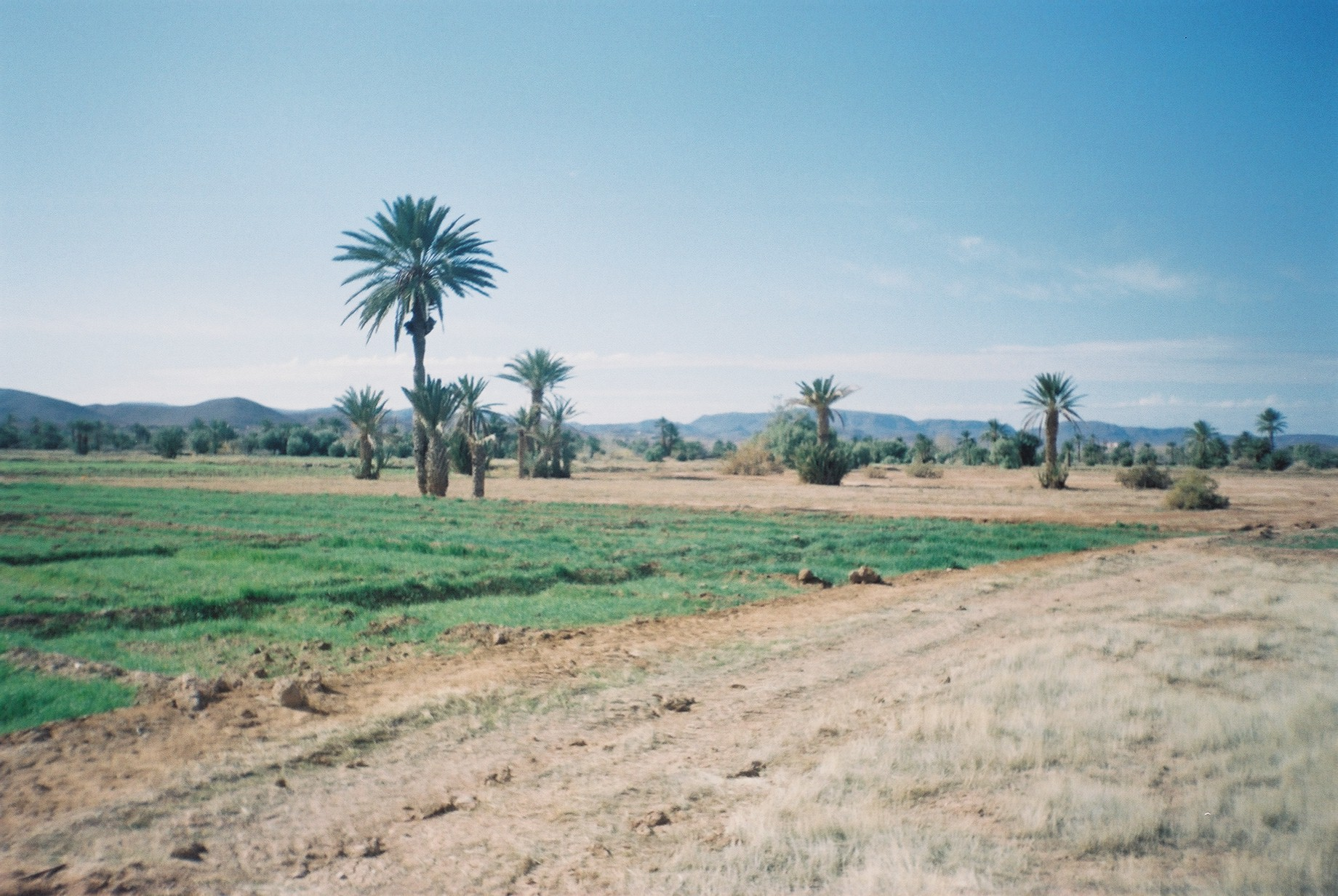
Vallée du Drâa
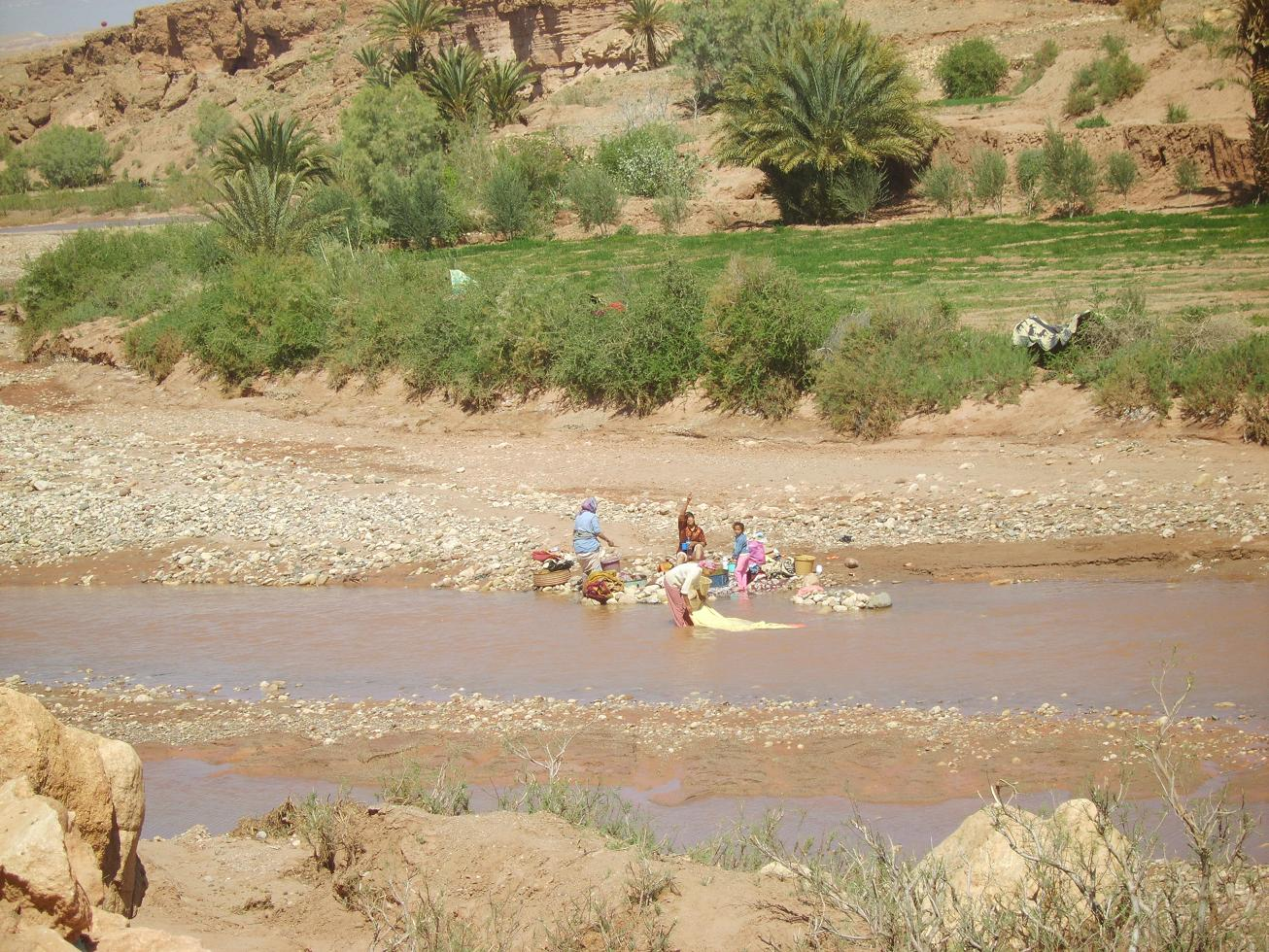
Vallée du Drâa
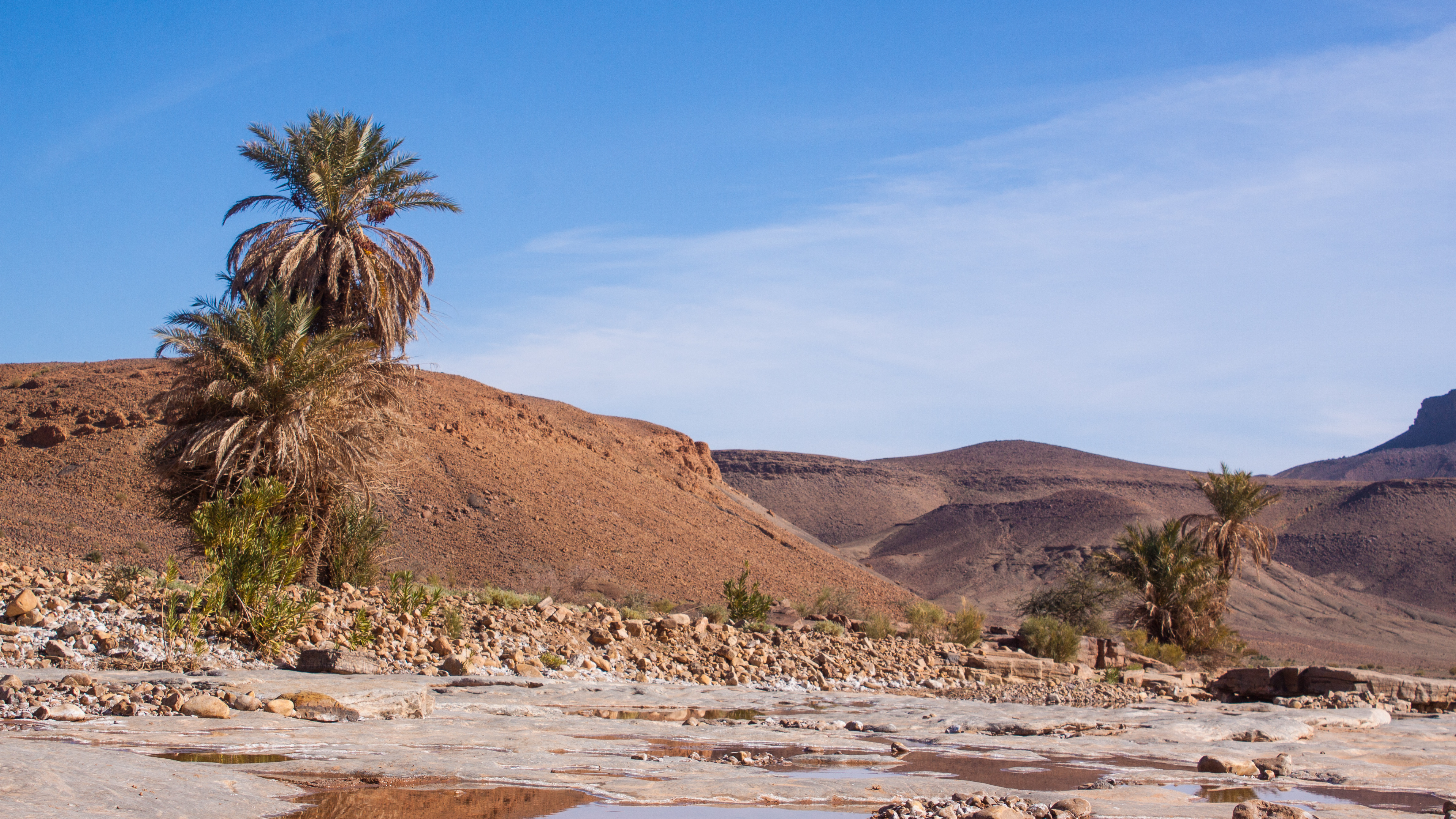
Paysage de Zagora

## Régions géographiques et climatiques

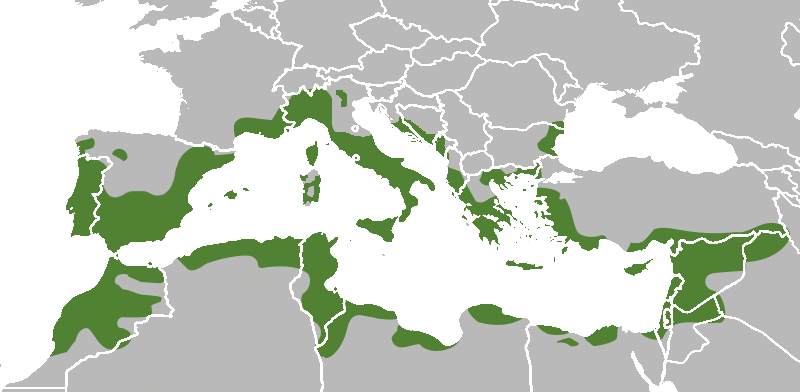
Répartition de l'olivier en zone méditerranéenne

### Plaines atlantiques Nord
- climat méditerranéen à influence océanique
- grandes zones agricoles : plaine du Gharb (fleuve Sebou, nord-est), bassin du Loukkos (province de Larache, nord-ouest)
- forêts de chênes verts, chênes lièges et d'eucalyptus

### Plaines de Doukkala et bassin du Souss
- aridité croissante (vers le sud et Agadir)
- plaine de Doukkala, littoral d'Essaouira, bassin du Souss
- arganier, agrumes, primeurs

### Plateaux intérieurs
- croissant de Fès (nord-est) à Marrakech (sud-ouest)
- climat continental à semi-aride
- meseta, steppe à jujubiers, buissons épineux, vigne, oliviers

### Côte méditerranéenne et Rif
- Rif, bassin de la Moulouya
- pins, chênes verts, cèdres, sapins ; dans l'est plus sec, maquis et pins d'Alep
- cultures de cannabis

### Moyen et Haut Atlas
- climat montagnard, avec influences atlantiques/méditerranéennes/désertiques
- paysages magnifiques, cédraies, chênaies, pins d'Alep
- sur versants abrités : végétation plus éparse composée d'espèces plus exotiques (thuya, genévrier, caroubier, pistachier de l'Atlas)

### Anti-Atlas et vallées pré-sahariennes

Zone de steppes et de forêts claires du Nord du Sahara

- climat désertique à influences montagnardes
- steppe : steppe et forêts claires du Nord du Sahara
- oasis (vallée du Dadès, de Drâa...)

### Sahara

Déserts

- climat désertique : déserts et terres arbustives xériques
- végétation très rare : ergs (désert de dunes) et regs (désert de cailloux)